# Sánchez Carrión (província)
Sánchez Carrión é uma província do Peru localizada na região de La Libertad. Sua capital é a cidade de Huamachuco.

## Distritos da província
- Chugay
- Cochorco
- Curgos
- Huamachuco
- Marcabal
- Sanagorán
- Sarín
- Sartimbamba